# 岡田和子
岡田 和子（おかだ かずこ、1940年9月17日 - ）は、東京府出身の女性声優、女優。東京俳優生活協同組合所属。

## 出演作品

### 劇場アニメ
- 機動戦士ガンダム 特別版（おばさん）

### ゲーム
- 幻想水滸伝V（シルヴァ、マハ・スパルナ）

### テレビドラマ
- ザ・カゲスター 第23話「怪人カニガブラー 首狩り作戦!」（1976年）ケンイチの母 役
- 高原へいらっしゃい 第17話（1976年）
- 熱中時代 第25話「3年4組父母会総会」（1979年）
- 熱中時代・刑事編 第16話「ミッキーをだました男」（1979年）母親 役
- 噂の刑事トミーとマツ 第27話（1980年）
- 太陽にほえろ!
  - 第565話「正義に拳銃を向けた男」（1983年）岡崎の妻 役
  - 第687話「男と女の関係」（1986年）小室山公園の清掃員 役
- 木曜ドラマストリート / ぼくらの時代（1986年）
- 松本清張サスペンス・隠花の飾り / 再春（1986年）
- NHK
  - コラ!なんばしよっと
  - あなたにあいたくて
- NTV
  - 最後の結婚詐欺
- TBS
  - 代議士の妻たち
  - Gメン'75 　第275話 「警官の妻たちの連続殺人」（1980年）−五十嵐夫人※シナリオでは役名設定なし
- ANB
  - 走れ!熱血刑事 第11話「転落のヒーロー」（1981年） - ケンジの母 役
  - 科学戦隊ダイナマン 第3話「コウモリ地獄飛行」（1983年） - 夢野博士に詰め寄る主婦 役
  - 西部警察 PART-III 第9話「白銀に消えた超合金X! -福島・前篇-」（1983年） - 中山助教授の妻 役
  - さすらい刑事
  - お父さんは心配症

### ナレーション
- 五木寛之の世界